# Tönissteiner-Saxon (wielerploeg)/1996
Deze pagina geeft een overzicht van de Tönissteiner-Saxon-wielerploeg in 1996.

## Algemene gegevens
Sponsor: Saxon, Tönissteiner
Algemeen manager: Gérard Bulens
Ploegleiders: André Coudray, Willy Geukens, Henk Klein Beekman
Fietsmerk: Colnago

## Lijst van renners
| Naam                        | Geboortedatum | Nationaliteit | Ploeg 1995                    |
| --------------------------- | ------------- | ------------- | ----------------------------- |
| Nicolas Coudray             | 03-06-1967    | Zwitserland   |                               |
| Arne Daelmans               | 16-04-1973    | België        |                               |
| Ludo Dierckxsens            | 14-10-1964    | België        |                               |
| Ken Hashikawa               | 08-05-1970    | Japan         |                               |
| Paul Herygers               | 11-11-1962    | België        |                               |
| Kees Hopmans                | 11-11-1962    | België        |                               |
| Andy Missotten              | 04-10-1971    | België        |                               |
| Kyoshi Miura                | 09-01-1961    | Japan         |                               |
| Søren Petersen              | 07-10-1967    | Denemarken    | Asfra-Orlans                  |
| Marc Streel                 | 12-08-1971    | België        | Collstrop-Willy Naessens      |
| Eddy Torrekens              | 09-04-1971    | België        | Neo                           |
| Koen Van Hullebusch         | 05-02-1970    | België        | Rotan Spiessens-Hot Dog Louis |
| Willy Willems               | 17-11-1963    | België        | Zetelhallen-Ysco              |
| Peter Wuyts                 | 24-03-1973    | België        | Niet actief als prof          |
|                             |               |               |                               |
| Dennis Moons (stagiair)     | 24-05-1973    | België        |                               |
| Werner Vandromme (stagiair) | 15-03-1972    | België        |                               |
| Gert Willockx (stagiair)    | 18-05-1973    | België        |                               |

## Belangrijke overwinningen
| Internationale Sluitingsprijs Winnaar: Paul Herygers GP Stad Vilvoorde Winnaar: Ludo Dierckxsens Circuit Franco-Belge 2e etappe: Marc Streel Kermiscross Winnaar: Paul Herygers Noordzeecross Winnaar: Paul Herygers Ronde van Okinawa Winnaar: Ken Hashikawa Kasteelcross Winnaar: Paul Herygers |

1992 · 1993 · 1994 · 1995 · 1996 · 1997 · 1998 · 1999 · 2000 · 2001 · 2002 · 2003 · 2004 · 2005 · 2006 · 2007 · 2008 · 2009 · 2010 · 2011 · 2012 · 2013 · 2014